# チャンピオンシップ・スクランブル
チャンピオンシップ・スクランブル(Championship Scramble)は、WWEに存在するさまざまな試合形式のひとつである。考案者は、ブライアン・アダムル。

## 概要
試合に出場するのは、5人。制限時間は20分。まず二人が入場し、試合が始まる。時間差で次の選手が入場して戦いに加わる。フォールかギブアップを取ったものは、暫定王者となる。試合終了時点で王座を獲得した者が勝者となる。この試合はイリミネーションマッチではないため、フォールかギブアップされた者でも試合は続行できる。
日本で活動していた吉本女子プロレスJd'で採用された「LSDマッチ」と似ているが、時間差でなく一斉に試合が開始される。

## 試合結果

### WWE Unforgiven 2008
- チャンピオンシップ・スクランブルECW王座戦 -Championship Scramble for the ECW Championship-

マーク・ヘンリー(c) vs ザ・ミズ vs チャボ・ゲレロ vs フィンレー vs マット・ハーディー○
- チャンピオンシップ・スクランブルWWE王座戦 -Championship Scramble for the WWE Championship-

○トリプルH(c) vs ジェフ・ハーディー vs シェルトン・ベンジャミン vs M.V.P vs ジ・ブライアン・ケンドリック
- チャンピオンシップ・スクランブル世界ヘビー級王座戦 -Championship Scramble for the World Heavyweight Championship-

○クリス・ジェリコ vs バティスタ vs レイ・ミステリオ vs JBL vs ケイン
CMパンク欠場のためクリス・ジェリコが出場

### WWE The Bash 2009
- チャンピオンシップ・スクランブルECW王座戦 -Championship Scramble for the ECW Championship-

○トミー・ドリーマー（c） vs クリスチャン vs ジャック・スワガー vs フィンレー vs マーク・ヘンリー